# Mats Börjesson
Se även Mats Börjesson (född 1962), sociologi och författare
Mats Reinhold Börjesson, född 26 september 1927 i Göteborg, död 8 februari 2020 i Stockholms Engelbrekts distrikt, Stockholm, var en svensk jurist och ämbetsman.
Mats Börjesson blev jur.kand. vid Stockholms högskola 1955 och anställdes, efter tingstjänstgöring 1955–1958, som stadsfiskalsassistent vid Åklagarmyndigheten i Stockholm 1958, där han avancerade till byråchef 1961. Han blev direktör för Jurist- och samhällsvetarförbundet 1964. Börjesson var generaldirektör för Domstolsverket 1975–1986, generaldirektör för Datainspektionen 1986–1989 och generaldirektör för Säkerhetspolisen 1989–1994. Han var den förste på denne post efter att Säpo ombildats den 1 oktober 1989.
Börjesson är gravsatt i minneslunden på Skogskyrkogården i Stockholm.